# Джаггернаут

Культова колісниця в Бенґалуру, бл. 1870 р.

Джаггерна́ут (англ. Juggernaut) — назва індуїстської культової колісниці, дана британськими місіонерами та популяризована в XIX ст. Така колісниця, присвячена Джаганнатсі, одному з утілень бога Крішни, вирізняється величезними розмірами та багатим оздобленням. Згідно з переказами мандрівників, віряни кидалися під колеса цієї колісниці, вважаючи, що загинувши, переродяться в кращому житті.
У переносному значенні джаггернаут — дещо величезне, руйнівне та нездоланне; те, що вимагає безглуздих жертв.

## Історія
Слово «джаггернаут» вперше зафіксоване як iaggernat в 1630 році. Воно походить від санскритського та орійського «джаґанната» (jagannātha, जगन्नाथ, ଜଗନ୍ନାଥ), що означає «володар світу», утворене від jagat («світ») і nātha («володар»). Під таким іменем Крішна фігурує в епосі.
Під час свята Ратха-ятра вулицями просуваються дерев'яні колісниці, присвячені Джаганнатсі, Балабхадрі та Субхадрі. Кожна з цих колісниць має понад десяток коліс і висоту понад 20 ліктів. Щороку колісниці будуються заново, всередині поміщаються дерев'яні зображення божеств. Після дев'ятиденного перебування у заміському храмі, колісниці повертаються до головного храму Джаганнатхи.
Перший європейський опис цього свята міститься у звіті XIII ст. монаха-францисканця та місіонера Одоріка з Порденоне, який описував звичай індусів кидатися під колеса величезної колісниці, щоб бути розчавленими нею. Свідчення Одоріка пізніше в XIV ст. підтверджував Джон Мандевіль. Інші припускають, що загибель під колесами була не звичаєм, а випадковістю, зумовленою великим натовпом.
З 1854 року слово «джаггернаут» відоме в переносному значенні «ідея, звичай, мода тощо, що вимагає або сліпої відданості, або нещадної жертви». В сучасній англійській мові джаггернаутом може іменуватися те, що має величезний успіх («фільм-джаггернаут»), техніка незвичайно великих розмірів («вантажівка-джаггернаут»).

## У популярній культурі
У серії ігор Command&Conquer Джаггернаутом названо один із типів артилерійських платформ GDI, у відеогрі Warcraft 2 Джаггернаутом названо лінійний корабель орків, а також у відеогрі Call of Duty: Modern Warfare 3 Джаггернаутами називають людей, одягнених у практично невразливу броню, у відеогрі Dota 2 Джаггернаутом названо одного з героїв, також у грі Grand Theft Auto 5 Джаггернаут є людиною, одягненою в непробивну броню, Juggernaut: The New Story for Quake II — перше неофіційне «доповнення» до Quake 2, випущене командою Head Games, у коміксах Marvel Джаггернаутом названо одного з персонажів. У космічній стратегії Stellaris Джаггернаутом названо найпотужніший космічний корабель, що має на борту як власні верфі, здатні виробляти дрібніші військові кораблі, так і власне озброєння. У всесвіті «Зоряних Війн» є ціла низка наземних броньованих колісних засобів із такою назвою. У всесвіті «Чужих» Джаггернаутом називається масивний космічний корабель Інженерів, знайдений на LV-223, що фігурує у фільмі «Прометей».